# Idioblasto
Idioblasto é a designação dada em biologia às células, qualquer que seja a sua natureza ou tipo, que diferem marcadamente das restantes células do tecido em que se inserem.
Os idioblastos ocorrem isoladamente ou em pequenos grupos e são dotados de fisionomia morfológica e funcional marcadamente diferenciada em relação às células que formam o tecido que as circunda e correspondem a células que exercem uma função especializada no interior do tecido, a qual pode ser de natureza mecânica (conferir rigidez ou capacidade de suporte, como nas folhas e caules de plantas), secreção de muco ou de outras substâncias, armazenamento de óleos essenciais ou de lípidos, defesa contra a herbivoria através da presença de ráfides, entre outras.
Várias espécies da família Araceae apresentam idioblastos especializados que armazenam uma grande quantidade cristais em forma de agulhas (ráfides). Sob pressão, os idioblastos libertam as ráfides e substâncias cáusticas responsáveis pela toxicidade de muitas dessas espécies. A comigo-ninguém-pode é o melhor exemplo conhecido de planta tóxica que apresenta ráfides armazenadas em idioblastos. 

## Ligações Externas
- A toxicidade da comigo-ninguém-pode

- Plantas Tóxicas